# جووردانو ترواد
جووردانو ترواد (انگلیسی: Giordano Trovade؛ زادهٔ ۲۳ مهٔ ۱۹۹۸) بازیکن فوتبال است.
از باشگاه‌هایی که در آن بازی کرده‌است می‌توان به باشگاه فوتبال بولونیا اشاره کرد.